# Aspidium lamprocaulon
Aspidium lamprocaulon là một loài thực vật có mạch trong họ Dryopteridaceae. Loài này được H. Christ miêu tả khoa học đầu tiên năm 1906.